# تیساکورت
تیساکورت (به مجاری:  Tiszakürt) یک منطقهٔ مسکونی در مجارستان است که در ناحیه کون‌سنت‌مارتون واقع شده‌است. تیساکورت ۲۸٫۳۷ کیلومتر مربع مساحت و ۱٬۴۱۶ نفر جمعیت دارد.